# 五所神社 (湯河原町)
五所神社（ごしょじんじゃ）は、神奈川県足柄下郡湯河原町にある神社。旧社格は郷社。

## 祭神
主祭神
- 天照大神
- 天忍穂耳尊
- 瓊々杵尊
- 彦火々出見尊
- 鸕鷀草葺不合尊
- 誉田別命
- 素盞嗚尊
- 伊弉册尊[1]。

## 歴史
社伝によると天智天皇の時代に、加賀国から移住した二見加賀之助重行らによってこの地方が開拓された際の鎮守社として創立されたとされている。1060年（康平3年）、五所神社の加護を受けた荒井実継は、源義家の奥州征伐に従い戦功をあげたという話が伝わる。1180年（治承4年）8月における源頼朝挙兵にあっては、土肥実平がその佩刀を奉納したとされており、奉納した佩刀が現存しており社宝となっている。1621年（元和7年）、1636年（寛永13年）、1661年（寛文元年）および1740年（元文5年）に再建、修復の記録が残っている。1873年（明治6年）7月には村社、1915年（大正4年）11月には神饌幣帛料供進神社に指定された。
その後も改築や拡張を続け、1944年（昭和19年）7月22日付けで郷社となった。すぐそばを高架が通る新幹線の工事および県道の拡張工事は五所神社に影響をあたえ、敷地の面積は116坪ほど減少した。1968年（昭和43年）に神奈川県神社庁よりの献幣使参向神社となった。1995年（平成7年）2月14日付けで神奈川県指定重要文化財に指定された本殿は歴史を室町時代後期にさかのぼるもので、三間社流造、瓦棒鉄板葺。

## 境内
1930年発行の『湘南五郷の史蹟を訪ねて』には「湯河原温泉通に沿って漫歩すると、必ずや数百年を経たる老樹鬱蒼として生茂り、森厳さ云うべからざる御社の前を通る」と紹介されており、そのうちいくつかの古木は現存している。推定樹齢800年とされるイチョウは「五所神社の銀杏の木」として、またクスノキは「五所神社の楠」として、ともに1997年5月1日付けで湯河原町指定の天然記念物に指定された。こちらのクスノキは1984年における神奈川の名木100選にも選出されており、2007年付けの資料によればその樹齢は620年とも、現地の看板によれば850年ともいう。
かつて境内が広かったころには境内参道であった場所、現在は車道をはさんで分かたれている地点には「明神の楠」という1979年4月1日付けの町指定の史跡もある。推定樹齢は800年以上といい、根回り15.6メートル、樹高17.5メートルで、朽ちた幹を補強するためのコンクリートの中には地蔵像が内蔵されてたりする。

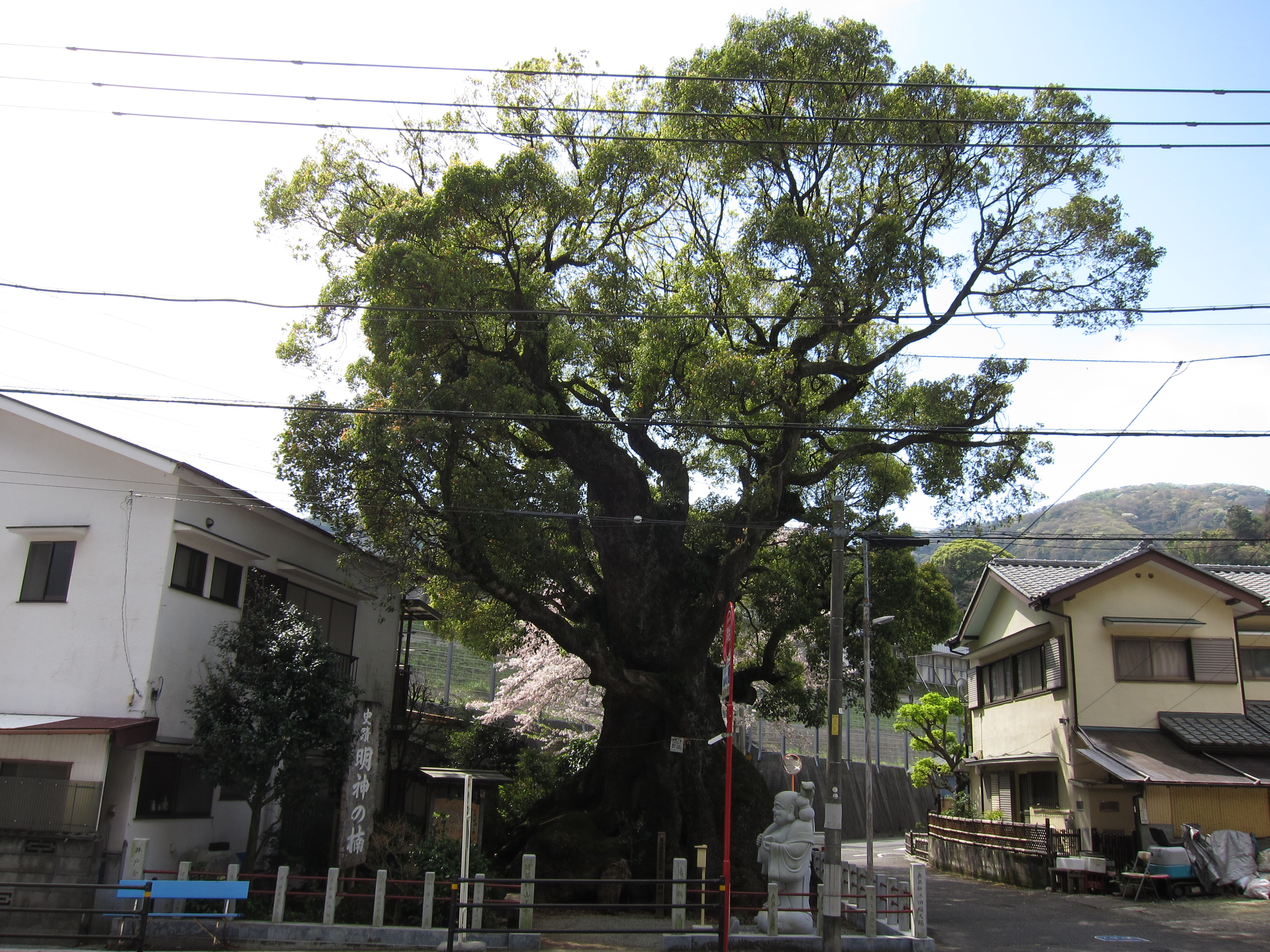
「明神の楠」
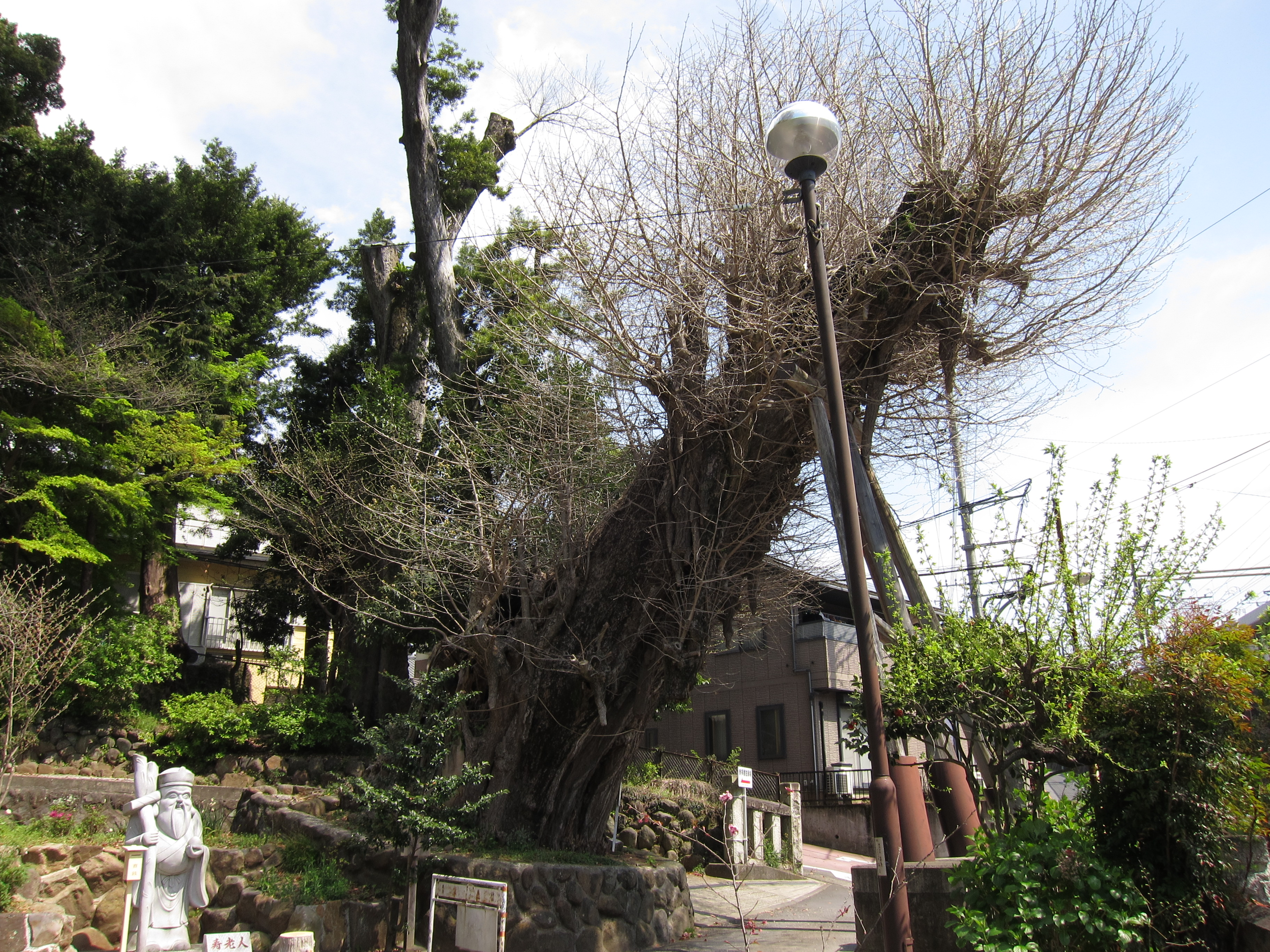
「五所神社の銀杏の木」
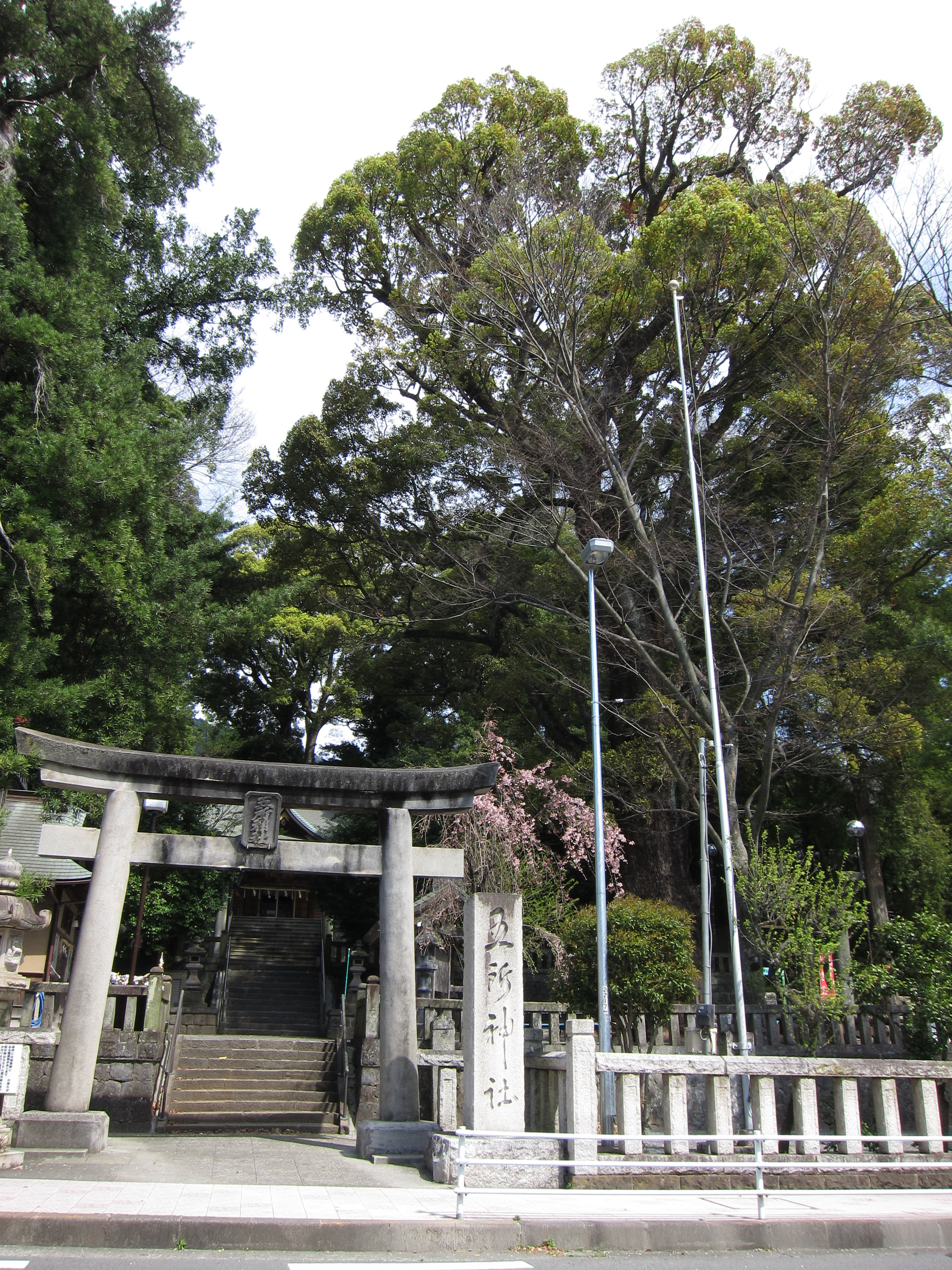
鳥居と「五所神社の楠」

## 現地情報
所在地
- 神奈川県足柄下郡湯河原町宮下359-2

交通アクセス
- 湯河原駅下車後、奥湯河原不動滝行きバスで約4分、バス停「五所神社」下車すぐ[9]。駅から徒歩では10-15分ほど[10]。

## 関連文献
- 「早川庄 土肥宮下村 五所明神社」『大日本地誌大系』 第37巻新編相模国風土記稿2巻之32村里部足柄下郡巻之11、雄山閣、1932年8月。NDLJP:1179210/94。